# Holts Summit
Holts Summit är en ort i Callaway County i Missouri. Vid 2010 års folkräkning hade Holts Summit 3 247 invånare.